# 卡拉切市

卡拉切市（西班牙語：Municipio Carache），是委內瑞拉的一個市，位於該國西部特魯希略州，首府設於卡拉切，始建於1642年，面積957平方公里，海拔高度1,213米，人口29,051，人口密度每平方公里27.4人。